# Matte World Digital
Matte World Digital és una empresa d'efectes visuals nord-americana fundada l'any 1988 com a filial de Industrial Light & Magic. La seva seu estava situada a Novato, Califòrnia. Aquesta empresa era coneguda sobretot pel seu ús de la tècnica coneguda com a matte painting, tot i que també treballava amb l'animació digital i creant miniatures. A més de pel·lícules, també feia efectes per a televisió, anuncis i continguts interactius.

## Orígens
Aquesta empresa va ser creada l'any 1889 pel supervisor d'efectes visuals Craig Barron (que va treballar en pel·lícules de les sagues de Star Wars i Indiana Jones i va ser guardonat amb un Oscar per la seva feina a Batman Returns), el pintor matte Michael Pangrazio i el productor d'efectes visuals Krys Demkowicz. Dos d'ells, Barron i Pangrazio ja havien treballat junts a Industral Light and Magic. En un primer moment, es va anomenar Matte World, però l'any 1997, després de participar en la pel·lícula First Contact, el van canviar per Matte World Digital, que es va utilitzar fins al 8 d'agost de 2012, any en què l'empresa va tancar.

## Contribucions
Entre les seves contribucions al món de l'audiovisual cal destacar els efectes de les pel·lícules Terminator 2, Independence Day, Titanic (que és considerada l'última pel·lícula en utilitzar la tècnica del matte painting), La Brúixula Daurada, El curiós cas de Denjamin Button i La invenció d'Hugo. La primera en la que va participar va ser Prancer, de l'any 1889. En total va col·laborar en 93 títols, cinc dels quals han guanyat l'Oscar a millors efectes visuals Els seus clients van incloure The Walt Disney Company, Universal Pictures, Paramount Pictures, 20th Century Fox, Amblin Entertainment, Castle Rock Entertainment, Morgan Creek, American Zoetrope, Warner Brothers, Coca Cola, Honda i Michael Jackson (per a qui van realitzar els efectes del videoclip de la cançó Black or White.
Matte World Digital va utilitzar la tècnica coneguda com a radiositat a la pel·lícula Casino, del director Martin Scorsese, amb qui també va col·laborar en pel·lícules com Kundun i La invenció d'Hugo.